# Robert Chambers (Leichtathlet)
Robert Chambers (Robert David „Bob“ Chambers; * 16. November 1926 im Santa Clara County; † 6. November 2010 in San Pedro, Los Angeles) war ein US-amerikanischer Mittelstreckenläufer, der sich auf die 800-Meter-Distanz spezialisiert hatte.
1948 qualifizierte er sich als Dritter bei den US-Ausscheidungskämpfen für die Olympischen Spiele in London, bei denen er Sechster wurde.
Seine persönliche Bestzeit von 1:50,2 min stellte er am 2. Juli 1950 in Tampere auf.